# Fontainhas (Porto)
Situada na freguesia do Bonfim da cidade do Porto, a zona das Fontainhas é uma das zonas mais antigas e típicas da cidade, situada na encosta do rio Douro, junto à Ponte do Infante.
É especialmente conhecida por ser um ponto de passagem obrigatório na noite de São João. Na Alameda das Fontainhas realizava-se, aos sábados da parte da manhã, a famosa Feira da Vandoma.
No inverno de 2000, uma derrocada obrigou ao realojamento de cerca de 50 famílias, e permanecem preocupações sobre a segurança das construções da zona.
Nos anos recentes tem aumentado a proporção de turistas a ocupar espaços de alojamento local em relação a moradores permanentes.